# Evangelische Kirche Gesundbrunnen

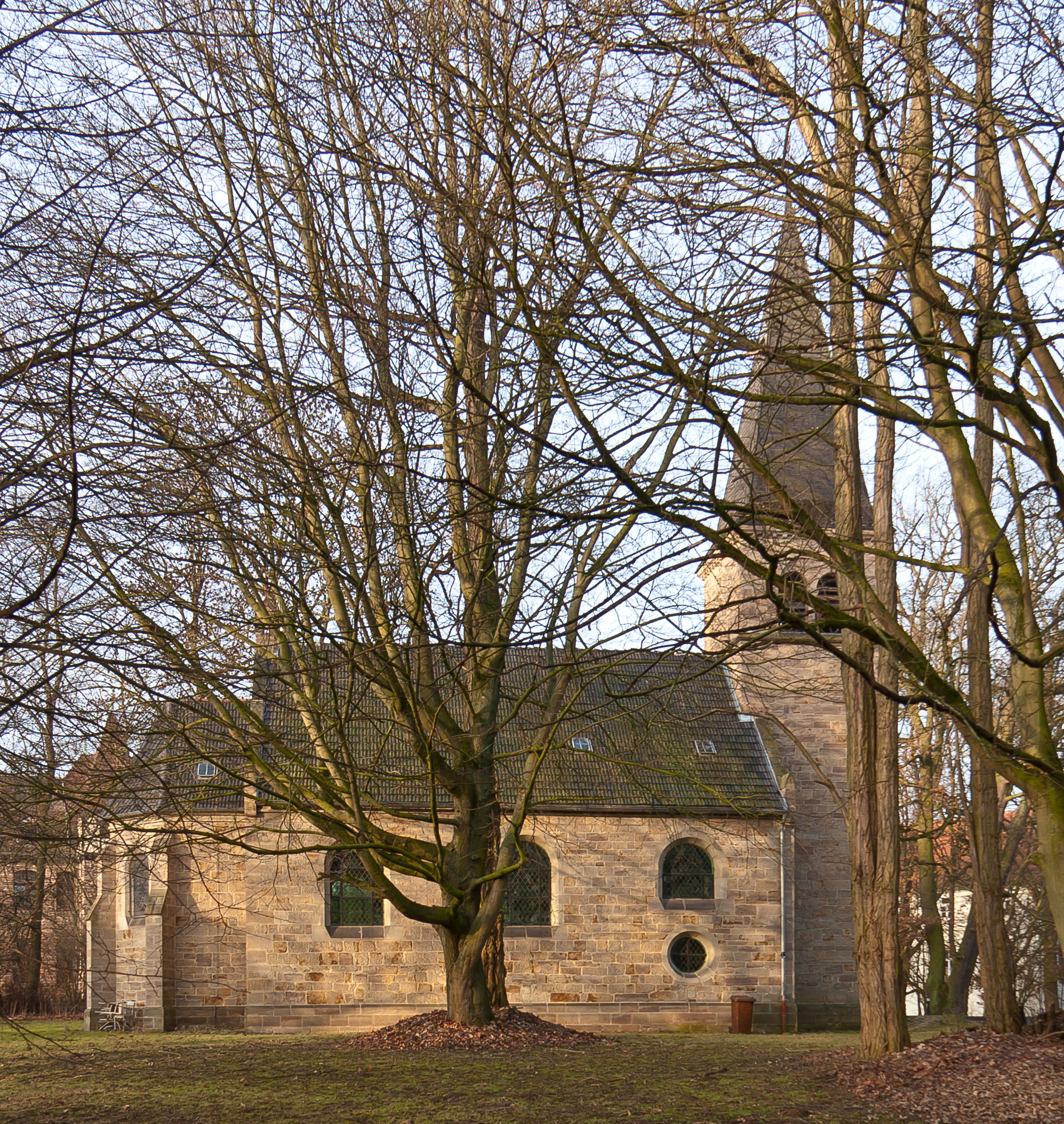
Evangelische Kirche Gesundbrunnen

Die Evangelische Kirche Gesundbrunnen im Ortsteil Gesundbrunnen von Hofgeismar, einer Stadt im Landkreis Kassel in Nordhessen, wurde von 1895 bis 1897 erbaut. Das Kirchengebäude mit der Adresse Gesundbrunnen 7 ist ein geschütztes Kulturdenkmal. Die Kirchengemeinde gehört zum Kirchspiel Hofgeismar-Gesundbrunnen im Kirchenkreis Hofgeismar-Wolfhagen der Evangelischen Kirche von Kurhessen-Waldeck.
Der neogotische Saalbau mit polygonalem beziehungsweise vieleckigem Chor und vorgezogenem Westturm wurde nach Plänen des Kreisbauinspektors Berthold Loebell errichtet. Das unverputzte Basaltquadermauerwerk ist mit Sandstein abgesetzt. Das Kirchenschiff wird von einer flachen Decke, die in der Mitte tonnenförmig gewölbt ist, abgeschlossen. Der kurze Chor wird von einem Kreuzrippengewölbe bedeckt.
Die Empore mit Orgel steht auf Stützen mit geschweiften Knaggen. Das hölzerne Gestühl stammt aus der Erbauungszeit.